# Calochortus excavatus
Calochortus excavatus är en liljeväxtart som beskrevs av Edward Lee Greene. Calochortus excavatus ingår i släktet Calochortus och familjen liljeväxter. Inga underarter finns listade.